# Montebello della Battaglia
Montebello della Battaglia là một đô thị ở tỉnh Pavia trong vùng Lombardia của Ý, có cự ly khoảng 50 km về phía nam của Milan và khoảng 20 km về phía nam của Pavia.
Montebello della Battaglia giáp các đô thị sau: Borgo Priolo, Casteggio, Codevilla, Lungavilla, Torrazza Coste, Verretto, Voghera.
Khu vực này nổi tiếng với hai trận đánh: trận năm 1800 của quân Pháp dưới sự chỉ huy của Jean Lannes đã đánh bại quân Áon. Trận năm 1859, một phần của chiến tranh Áo-Sardinia.